# Çığrı, Başmakçı
Çığrı là một xã thuộc huyện Başmakçı, tỉnh Afyonkarahisar, Thổ Nhĩ Kỳ. Dân số thời điểm năm 2011 là 755 người.